# Hyalinobatrachium yaku
Hyalinobatrachium yaku é uma espécie de anuro da família Centrolenidae, sendo encontrada nas províncias de Pastaza, Orellana e Napo, no Equador.
Uma das características marcantes desta espécie é o fato do ventre e alguns órgãos serem transparentes, sendo possível ver seu coração e suas veias. Possui também um comportamento que é inusitado nas espécies de anuros, que é o cuidado parental, onde a mãe choca os ovos e o macho os defende.
Foi descrita em 12 de maio de 2017, por cinco pesquisadores de diferentes nacionalidades, na revista ZooKeys. Seu nome deriva da palavra do idioma quíchua nortenho yaku, que significa água. Recebeu esse nome devido ao fato de todas pererecas-de-vidro necessitarem de água limpa para se reproduzirem. Atualmente, ainda não foi catalogada pela IUCN, mas os autores da descrição da espécie sugerem que seja marcada como deficiente de dados, devido à ausência de informações precisas sobre sua distribuição e população e pela possibilidade de ser ameaçada pela expansão da mineração e extração de petróleo na região.

## Taxonomia
A espécie foi descrita na revista científica ZooKeys em 12 de maio de 2017 pelos pesquisadores Juan M. Guayasamin, Diego F. Cisneros-Heredia, Ross J. Maynard, Ryan L. Lynch, Jaime Culebras e Paul S. Hamilton. O gênero Hyalinobatrachium, ao qual pertence a espécie, é de difícil identificação, cujo maior problema é a perda total das cores quando um indivíduo é preservado. Porém, podem ser usados outros métodos de identificação, como análises da vocalização, do ADN e do padrão de cores.
Foi descrita como pertencente a esse gênero por possuir todas as características comuns: transparência do peritônio ventral, hábito de vocalizar debaixo de folhas e presença de comportamento parental. Entretanto, possui características próprias que permitem a sua separação em uma espécie, como a presença de manchas médio-dorsais de coloração verde-escura na cabeça e no dorso, ter o pericárdio transparente e uma vocalização com duração entre 0,27 a 0,4 segundos e com frequência entre 5 219,3 e 5 329,6 Hz. Também foram feitas análises no ADN mitocondrial, fazendo comparações com outras espécies do gênero, cujo resultado final confirmou se tratar de uma nova espécie. A espécie mais próxima filogeneticamente é a Hyalinobatrachium pellucidum. Foi nomeada Hyalinobatrachium yaku a partir da palavra do idioma quíchua nortenho, yaku, que significa água, ambiente essencial para reprodução das pererecas-de-vidro. O holótipo usado na descrição era um macho, e foi encontrado em um córrego na província de Pastaza, numa altitude de 325 metros, no dia 15 de abril de 2016. A descoberta da espécie poderá ajudar a descobrir como e por que esses animais possuem a pele e alguns órgãos transparentes.

## Distribuição e conservação
Até o momento, a espécie só foi encontrada em três lugares no Equador: nas províncias de Pastaza, Orellana e Napo, numa altitude entre 300 e 360 metros. A distância entre as duas localidades mais distantes, Orellana e Pastaza, mede 110 quilômetros, dando a imaginar que sua distribuição seja bem maior, podendo chegar próximo à fronteira do Peru. Devido às informações insuficientes sobre sua localização e população, a espécie possivelmente será considerada pela União Internacional para a Conservação da Natureza como espécie deficiente de dados, mas por enquanto ela ainda não foi avaliada. Dentre as maiores ameaças à conservação da espécie estão a degradação das florestas, poluição dos rios, isolamento populacional, construção de rodovias e extração de recursos naturais. A espécie é extremamente dependente da água de córregos limpos, pois são nestes locais que ela se reproduz, e atualmente a extração de petróleo e minérios pode degradar esses ambientes, poluindo os rios e isolando as populações. Com sua descoberta, o gênero Hyalinobatrachium possui um total de 33 espécies distribuídas ao longo da América Latina.

## Descrição

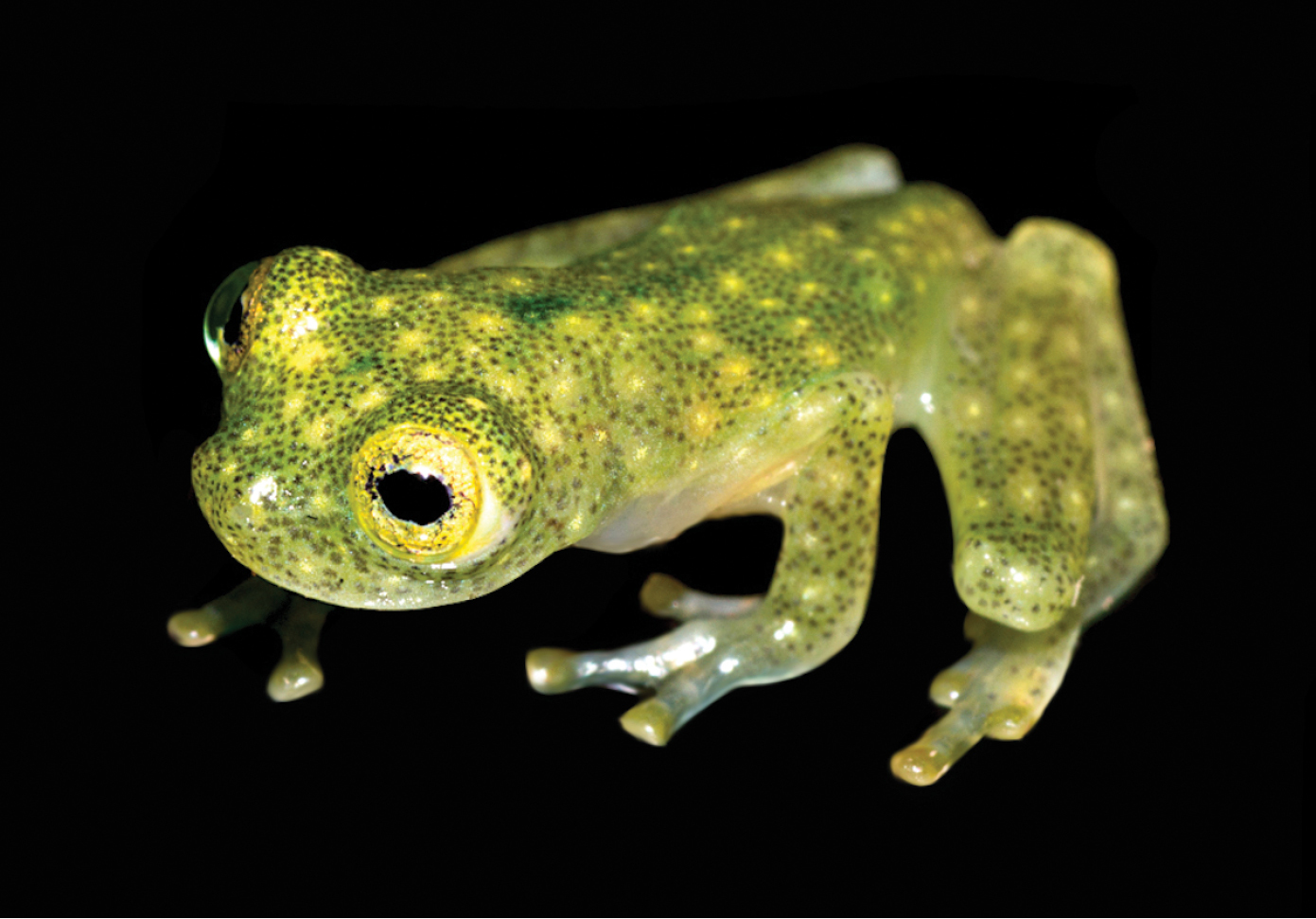
Um exemplar jovem da espécie

Possui 20,8 milímetros de comprimento, sendo que a cabeça corresponde a 37% do seu comprimento e é ligeiramente mais larga que o corpo. A região loreal é ligeiramente côncava, com o focinho truncado quando visto pela lateral e pelo dorso e as narinas ligeiramente salientes e elípticas e a região entre as narinas é côncava com o canthus rostralis pouco definido. O tímpano é notavelmente inclinado ao dorso, com diferenciação a partir de pintas ao redor da pele e tendo a metade do anel timpânico visível. A coana é larga e circular, com a língua oval e com cordas vocais ao longo da boca e da língua.
As características que a tornam única são a formação de dentes no osso vômer, focinho truncado, membrana timpânica diferenciável, dorso cor de couro e a área cloacal glandular com saliências nas laterais. E também possui o peritônio parietal, o pericárdio e o sistema urinário transparentes e peritônio hepático, gastrointestinal e testicular são cobertos por iridóforos brancos. Não possui espinhos umerais e seu fígado é bulboso. Seu dorso varia do verde-maçã ao verde-amarelado com pequenos pontos amarelados e minúsculos melanóforos do cinza ao preto. Seus ossos são brancos. Sua íris varia do prata ao amarelo, com pequenos pontos ao redor da pupila, parecendo com um anel difuso. Pela vista ventral é possível ver seu coração e suas veias, que possuem coloração avermelhada. Em indivíduos preservados a transparência ventral é perdida. Os jovens possuem os mesmos padrões de cor dos adultos.

## Ecologia
Esta espécie de anfíbio possui um comportamento reprodutivo diferente dos comumente vistos, pois os pais demonstram cuidados parentais com seus filhotes, com as fêmeas chocando os ovos e cuidando da ninhada, e com os machos os defendendo dos predadores. Foram observados comportamentos diferentes em cada lugar, algo que pode ser explicado devido a distâncias entre os pontos de coleta. Em Pastaza, os indivíduos foram encontrados debaixo de folhas na vegetação ribeirinha numa floresta preservada. Também foi encontrado um individuo vocalizando em uma folha a seis metros acima de um córrego, que possuía três metros de comprimento e um metro de profundidade. Em Napo, foi encontrado um indivíduo debaixo de uma folha um metro acima de um pequeno riacho com um metro de largura, quarenta centímetros de profundidade e com uma pequena correnteza. A área era composta por uma floresta secundária. Já em Orellana, os espécimes foram encontrados em folhas de vegetações rasteiras e arbustivas em florestas secundárias degradadas, estando em todos os locais a mais de trinta metros de qualquer córrego, algo totalmente diferente dos dois locais anteriores.
Sua vocalização possui um único tom e uma única nota musical, sem frequências e amplitudes alternativas. A duração da chamada dura de 0,27 a 0,4 segundos, com pausas entre 5,3 e 8,9 segundos, com uma média de nove vocalizações por minuto. A frequência média está entre os 5 219,3 e 5 329,6 Hz.